# Snodgrassia calliplecta
Snodgrassia calliplecta är en fjärilsart som beskrevs av Diakonoff 1983. Snodgrassia calliplecta ingår i släktet Snodgrassia och familjen vecklare. Inga underarter finns listade i Catalogue of Life.